# Takeo Kurita
Viceamiralul Takeo Kurita (n.28 aprilie 1889 - d.19 decembrie 1977 ) a fost viceamiral al Marinei Militare japoneze, cunoscut pentru că a condus forțele japoneze în Bătălia de la Golful Leyte în timpul celui de-al Doilea Război Mondial.